# لائومدون ۶۹۹۷
سیارک ۶۹۹۷ (به انگلیسی: 6997 Laomedon، نامگذاری:3104T-3) شش هزار و نهصد و نود و هفتمین سیارک کشف شده‌است که در ۱۶ اکتبر ۱۹۷۷ کشف شد.
قدر مطلق سیارک برابر ۱۰٫۵۰ است.